# Vitaliy Mandzyuk
Vitaliy Mandzyuk (nacido el 24 de enero de 1986 en Vilino, Crimea) es un exfutbolista ucraniano que jugaba de defensor en el Dnipro Dnipropetrovsk en la Liga Premier de Ucrania. Anteriormente jugó en el Dynamo Kiev y fue cedido al Arsenal Kiev.

## Carrera

### Dynamo Kiev
Mandzyuk comenzó su carrera como futbolista profesional con el Dinamo de Kiev en 2004. comenzar la temporada 2007-08, Mandzyuk se lesionó y tuvo que someterse a una cirugía. Esto le impidió jugar durante el resto del año 2007, pero se recuperó para jugar la segunda mitad de la temporada.
En julio de 2008 fue cedido Mandzyuk de a Arsenal Kiev, junto con su compañero Denys Oliynyk.

### Dnipro Dnipropetrovsk
El 23 de diciembre de 2009, Mandzyuk fue vendido a Dnipro por una tarifa no revelada.

### Carrera internacional
Mandzyuk fue convocado al Seleccionado de fútbol de Ucrania en un amistoso contra Chipre el 6 de febrero de 2008. Fue convocado junto con su compañero miembro del club Fedoriv por el director Técnico Oleksiy Mykhailychenko después de la lesión de los defensores principales Dmytro Chygrynskiy y Nesmachnyi.